# Rogas atripes
Rogas atripes är en stekelart som först beskrevs av Szepligeti 1914.  Rogas atripes ingår i släktet Rogas och familjen bracksteklar. Inga underarter finns listade i Catalogue of Life.